# Arcadian (film)
Arcadian is een Amerikaans-Canadees-Ierse postapocalyptische horrorfilm uit 2024, geregisseerd door Benjamin Brewer. De hoofdrollen worden vertolkt door Nicolas Cage, Jaeden Martell en Maxwell Jenkins.

## Verhaal
Vijftien jaar nadat een apocalyptische gebeurtenis het grootste deel van de bevolking heeft weggevaagd en de beschaving heeft doen instorten, wonen Paul en zijn tweelingzonen, Joseph en Thomas, in een verlaten boerderij en proberen ze overdag zoveel mogelijk in hun levensonderhoud te voorzien. Ze sluiten alle ramen en deuren van hun huis af en gaan 's nachts nooit naar buiten, omdat monsterlijke fotofobe wezens tot het ochtendgloren door het platteland sluipen.

## Rolverdeling
| Acteur          | Personage |
| --------------- | --------- |
| Nicolas Cage    | Paul      |
| Jaeden Martell  | Joseph    |
| Maxwell Jenkins | Thomas    |
| Sadie Soverall  | Charlotte |
| Joe Dixon       | Mr. Rose  |

## Release en ontvangst
Arcadian ging op 11 maart 2024 in première op het South by Southwest-festival. De film kwam vervolgens op 12 april 2024 in de Amerikaanse bioscopen en werd op 14 juni 2024 uitgebracht in het Verenigd Koninkrijk. 
De film kreeg overwegend positieve kritieken van de filmcritici, met een score van 79% op Rotten Tomatoes, gebaseerd op 101 beoordelingen.